# William J. Duiker
William J. Duiker (* 1932 in Chicago, Illinois) ist ein US-amerikanischer Historiker und emeritierter Professor für ostasiatische Geschichte an der Pennsylvania State University. Sein Forschungsschwerpunkt ist die neueste Geschichte Vietnams, daneben ist er auch als Autor mehrerer weltgeschichtlicher Überblicksdarstellungen bekannt.

## Leben
Duiker wurde in Chicago geboren und verbrachte seine Kindheit und Jugend in Washington, D.C., sowie später in Philadelphia und Miami, Indiana. Er besuchte das renommierte Dickinson College in Carlisle, Pennsylvania (B.A. in Politikwissenschaft 1954), bevor er an der Georgetown University in Washington Außenpolitik studierte (Abschluss mit B.S. 1955). Von 1955 bis 1958 diente er in der U.S. Army.
Im Anschluss daran begann Duiker 1959 eine Karriere im diplomatischen Dienst beim Foreign Service, einer Behörde des Außenministeriums. Parallel studierte er an der Georgetown University Russische Geschichte (M.A. 1961). Von Mitte 1964 bis Herbst 1965 arbeitete er in der US-Botschaft Saigon in Südvietnam und war dort für Wirtschaftsberichte zuständig. Zuvor hatte er in Taiwan Chinesisch gelernt, um mit der chinesischen Minderheit in Vietnam verhandeln zu können.
Ende 1965 verließ Duiker den Foreign Service. Er setzte sein Studium an der Georgetown University fort und erlangte 1968 den Doktortitel in Ostasiatischer Geschichte. Bereits ein Jahr zuvor erhielt er eine Stelle als Assistant Professor für Geschichte an der Pennsylvania State University, wo er 1974 zum Professor für ostasiatische Geschichte ernannt wurde. Er hatte seine Lehrstelle 30 Jahre lang inne, bevor er Ende der 1990er-Jahre emeritiert wurde.
Seinen Ruhestand verbringt William Duiker auf den Outer Banks in North Carolina.

## Forschung und Publikationen
Duiker befasste sich hauptsächlich mit der Geschichte Vietnams und dabei besonders Vietnam im 20. Jahrhundert, also den Themengebieten vietnamesische Unabhängigkeitsbewegung, Vietnamkrieg und die Entwicklung des Landes nach dessen militärischer Wiedervereinigung. Sein bekanntestes Werk ist die Biografie „Ho Chi Minh: A Life“ (2000/01) über Hồ Chí Minh. Das Buch gilt mittlerweile als das Standardwerk zum Thema, auch wenn Duiker gelegentlich vorgeworfen wurde, zu sehr der einseitigen offiziellen vietnamesischen Geschichtsschreibung vertraut zu haben.
Des Weiteren verfasste Duiker mehrere eher populärwissenschaftliche Überblickswerke zur Welt- bzw. Menschheitsgeschichte, die auch als Unterrichtsmaterial Verwendung finden. Insgesamt ist Duiker Autor von weit über einem Dutzend Büchern; Schriften von ihm erschienen auch in vielen weiteren Fachpublikationen.
Bücher zum Thema Vietnam:
- Comintern and Vietnamese communism (1975)
- Rise of nationalism in Vietnam, 1900-1941 (1976)
- Vietnam since the fall of Saigon (1980)
- Communist road to power in Vietnam (1981)
- Vietnam : nation in revolution (1983)
- China and Vietnam : the roots of conflict (1986)
- Historical dictionary of Vietnam (1989, herausgegeben von Jon Woronoff)
- U.S. containment policy and the conflict in Indochina (1994)
- Sacred war : nationalism and revolution in a divided Vietnam (1995)
- Vietnam : revolution in transition (1995)
- Ho Chi Minh: A Life (2000/01)

Weitere Werke zur ostasiatischen Geschichte:
- Tsʻai Yüan-pʻei, educator of modern China (1977)
- Cultures in collision: the Boxer Rebellion (1978)

Überblickswerke zur Weltgeschichte:
- World History (mit Jackson J. Spielvogel; Erstauflage 1994, neunte Auflage 2018/19, auch in zwei Bänden erschienen)
- Essential World History (mit Jackson J. Spielvogel; Erstauflage 2002, neunte Auflage 2019/20, auch in zwei Bänden erschienen)
- Contemporary World History (siebte Auflage 2020; zuerst erschienen als Twentieth-Century World History 1999; zwischenzeitlich auch als World since World War II verlegt)